# 천안홍대용과학관
천안홍대용과학관(CHEONAN HONG DAE YONG SCIENCE MUSEUM)은 조선시대의 사상가이자 실학자인 담헌 홍대용 선생의 업적을 기리기 위하여 담헌 선생의 생가지 연접지역에 2014년 개관된 과학관이다. 천안시청 천안박물관 산하에 소속되어 있으며, 개관 이후 평균 연간 10만명 이상의 관람객이 방문하고 있다.

## 연혁
- 2009년 2월 20일 : BTL전문과학관 건립 대상사업 선정(교과부)
- 2012년 11월 15일 : 착공
- 2014년 5월 15일 : 준공
- 2014년 5월 29일 : 개관
- 2017년 4월 10일 : 천안시 복지문화국 문화관광과에서 천안시 문화도서관사업소 천안박물관으로 소속변경.
- 2021년 4월 19일 : 천안시 문화도서관사업소 천안박물관에서 천안시 문화도서관사업본부 천안박물관으로 직재개편.

## 시설현황

### 실외관람시설
- 달빛마당(야외천문공원) - 앙부일구, 인간해시계, 소간의, 혼상, 측우기 등의 고천문기기들이 전시되어 있으며, 가족들과 함께 사진을 촬영할 수 있는 트릭아트 포토존 3곳이 준비되어 있다.

### 1층
- 천체투영관 - 국내최초의 돔 3D 천체투영관으로 15m 높이의 원형 돔스크린에 총 7대의 프로젝터로 화면을 투사하여 밤하늘과 천체에 관련된 영상물을 2D 및 3D 방식으로 관람할 수 있다.
- 다목적강당 - 137석의 좌석 및 영상음향시설이 준비되어 있으며, 과학관 내부 행사진행 및 외부대관시설로 사용하고 있다.

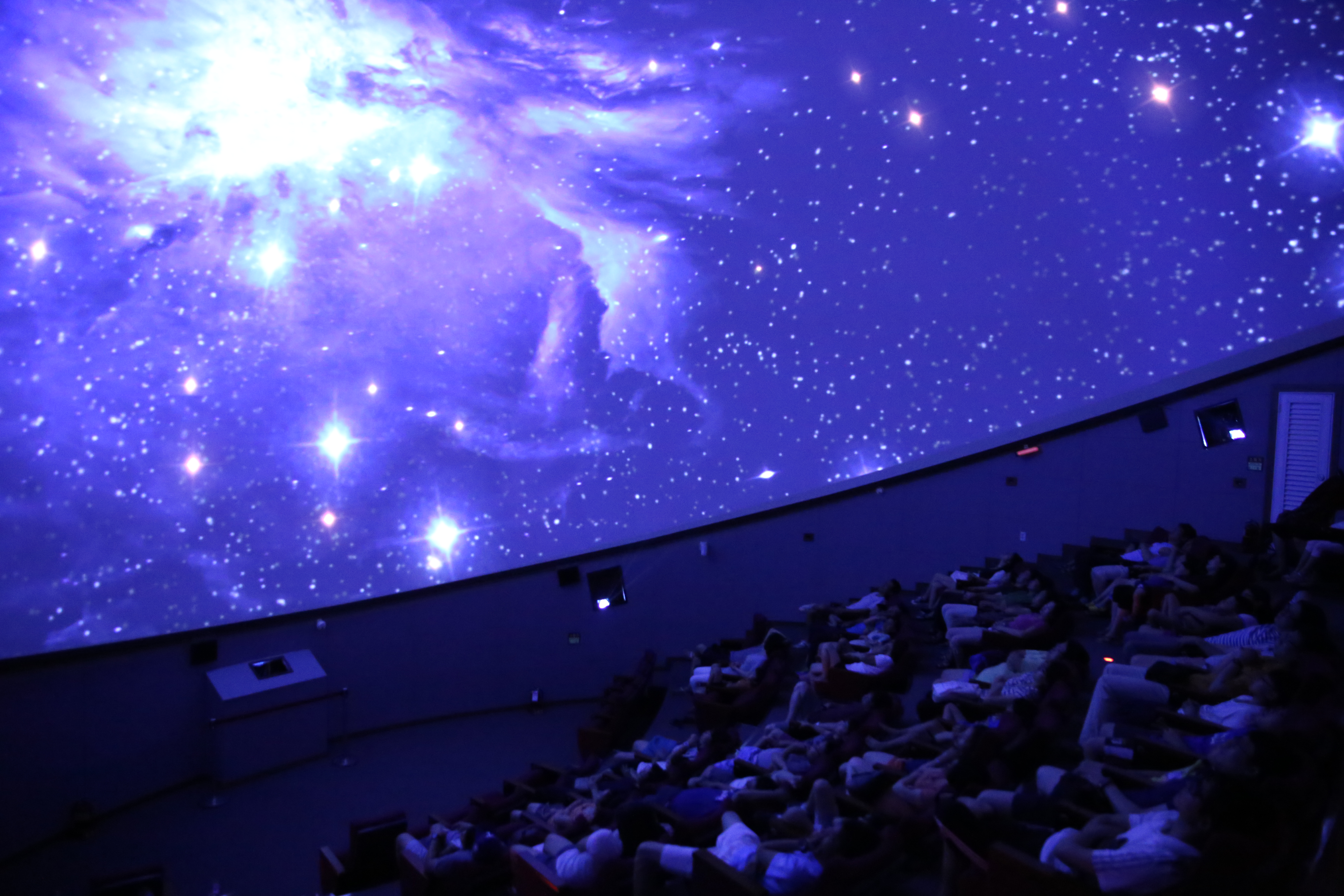
3D 영상물을 상영중인 천안홍대용과학관 천체투영관

### 2층
- 기획전시실 - 고천문학 관련 유물들과, 과학 및 천문학을 주제로한 미술품들을 주기적으로 전시하고 있다.

### 3층
- 상설전시실
  - 홍대용주제관 : 담헌 홍대용선생의 일대기와 업적, 사상에 대해 알아보는 전시물을 관람할 수 있다.
  - 과학체험관 : 원심력자전거, 무중력체험, 지질체험 등 탑승형 체험시설물들을 방문객들이 직접 이용해 볼 수 있다.
  - 과학사전시관 : 과거의 고천문학부터 최근의 현대천문학까지 다양한 주제의 전시물들을 관람할 수 있다.
- 영상강의실 및 별빛전망대 - 영상강의실에는 32석의 좌석 및 영상시설이 준비되어 있어, 관람도중 자유롭게 휴식공간으로 사용할 수 있으며, 바로 옆 테라스에는 과학관 전경을 둘러볼 수 있는 쌍안경이 설치된 별빛전망대가 있다.

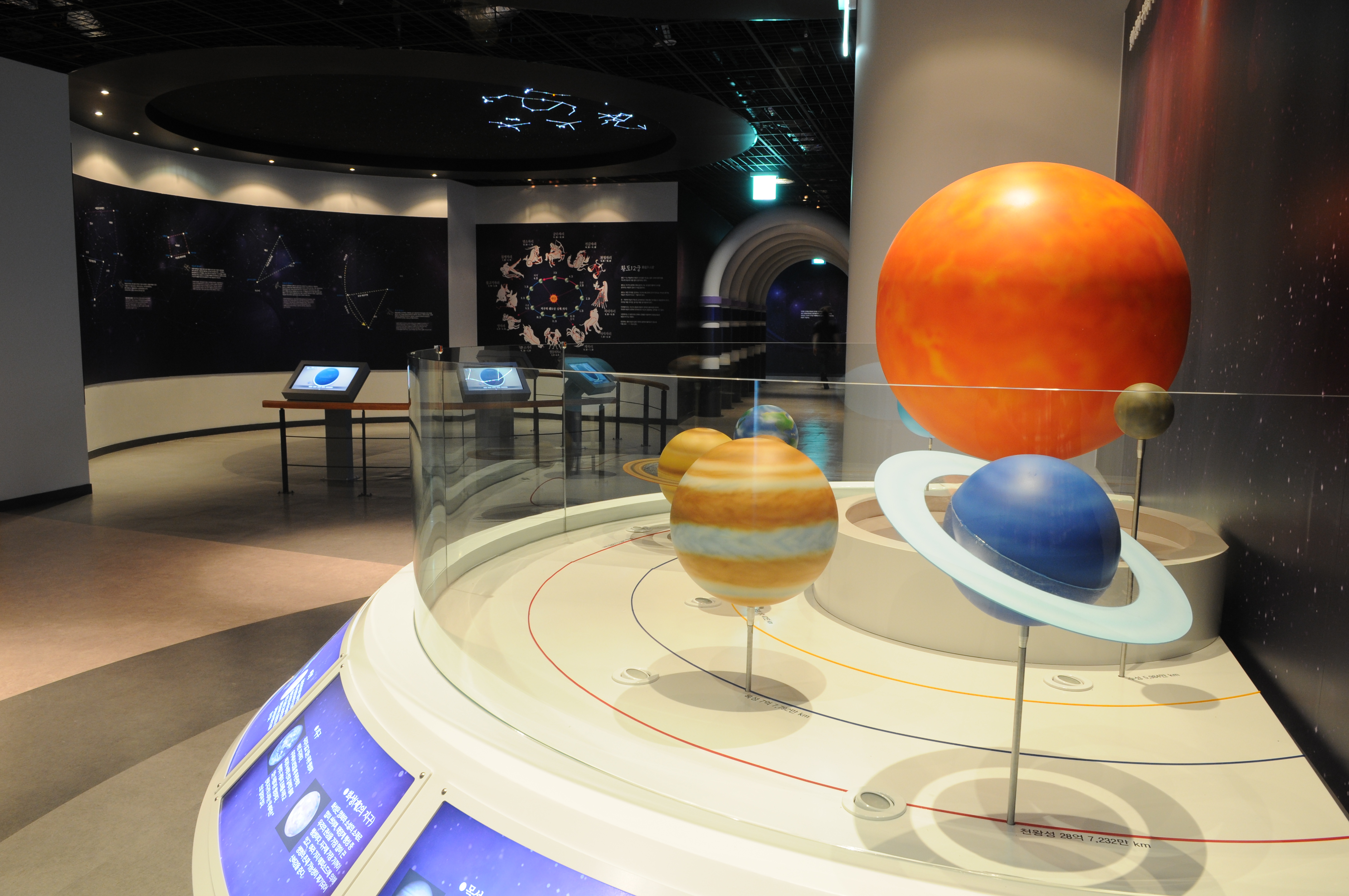
천안홍대용과학관 상설전시실의 과학사전시관

### 4층
- 교육실 - 주, 야간 관측프로그램 이용 시 관측대상에 대한 사전교육이 진행되는 공간이다.
- 보조관측실 - 11인치 슈미트-카세그레인 망원경과, 150mm, 120mm, 106mm APO 굴절망원경 그리고 25x150 대형쌍안경이 설치되어 있어 주간에는 태양과 금성 등을 관측할 수 있으며, 야간에는 항성, 행성, 성단 등의 천체를 관측할 수 있다.

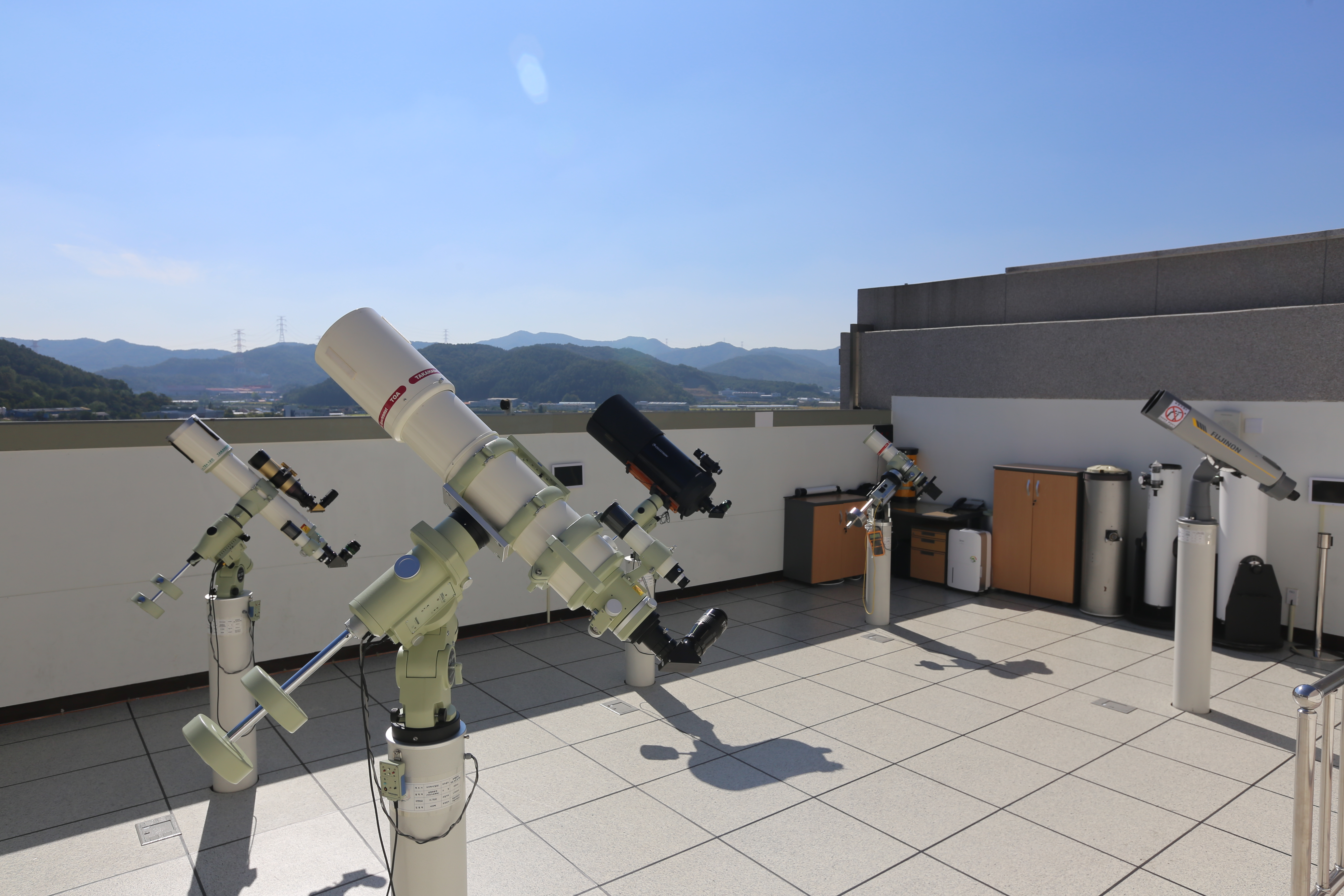
고정식 망원경 5대가 설치되어있는 천안홍대용과학관 보조관측실

- 주관측실 - 800mm 카세그레인식 대형망원경이 설치되어 있으며 보조관측실의 망원경으로는 관측하기 어려운 구상성단, 성운 등의 어두운 천체들을 관측할 수 있다.

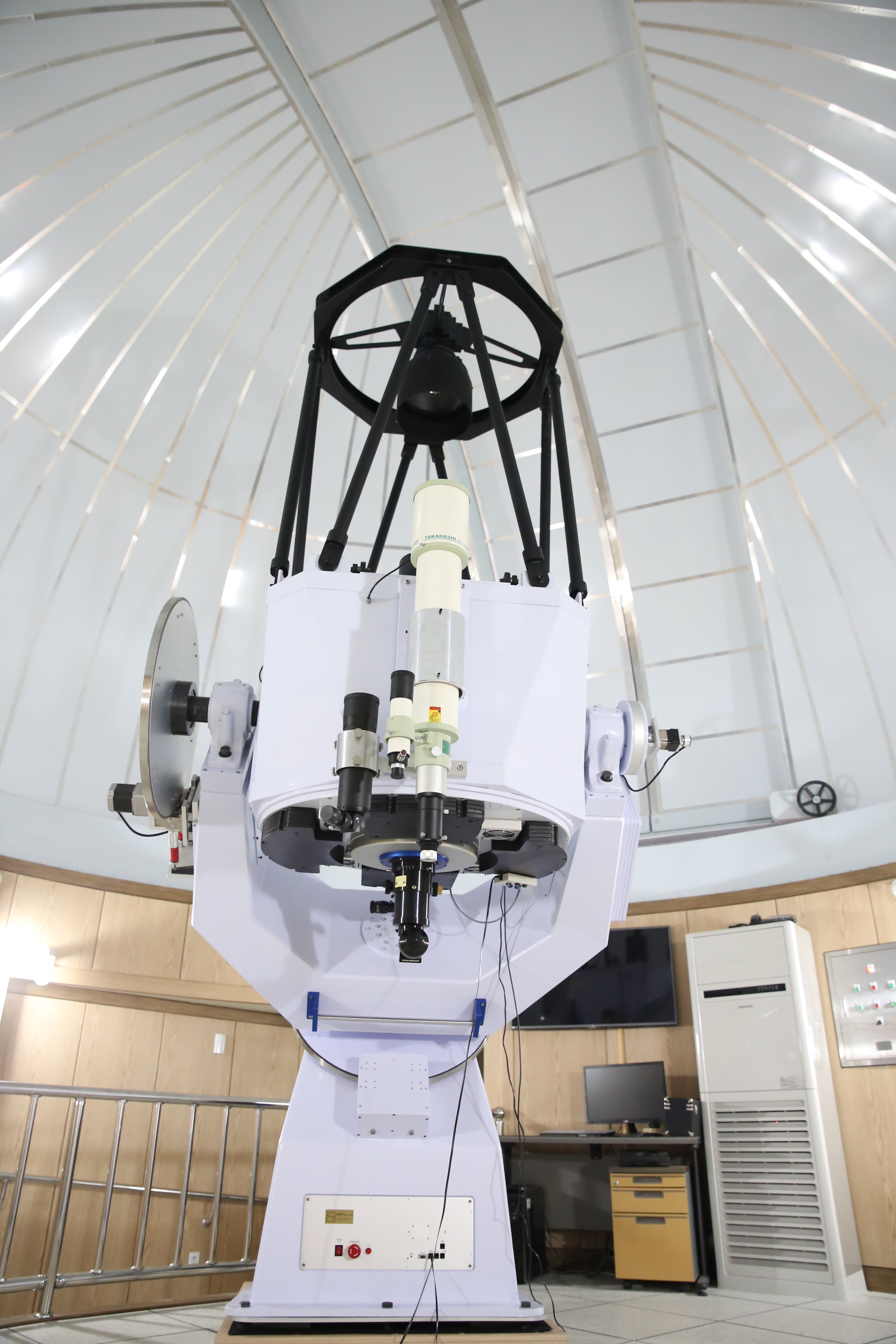
800mm 주망원경이 설치되어 있는 천안홍대용과학관 주관측실

## 관람프로그램

### 상설프로그램
- 운영시간[1]

|                  | 운영시간 (평일)                                                                                     | 운영시간 (주말 및 공휴일)                                                                           |
| ---------------- | --------------------------------------------------------------------------------------------------- | --------------------------------------------------------------------------------------------------- |
| 상설전시실       | 오전10시 ~ 오후6시                                                                                  | 오전10시 ~ 오후6시                                                                                  |
| 천체투영관(주간) | 오전 10시 30분 ~ 오후 5시 (일 6회)                                                                  | 오전 10시 30분 ~ 오후 6시 (일 7회)                                                                  |
| 천체투영관(야간) | 저녁 7시 ~ 저녁 9시 (동절기) 저녁 7시 ~ 저녁10시(하절기) * 기상악화로 인한 야간관측 불가시에만 운영 | 저녁 7시 ~ 저녁 9시 (동절기) 저녁 7시 ~ 저녁10시(하절기) * 기상악화로 인한 야간관측 불가시에만 운영 |
| 주간천체관측     | 오후 2시 ~ 3시 (동절기) 2회 오후 3시 ~ 4시 (하절기) 2회                                             | 오후 2시 ~ 3시 (동절기) 2회 오후 2시 ~ 4시 (하절기) 3회                                             |
| 야간천체관측     | 저녁 7시 ~ 9시 (동절기) 저녁 8시 ~ 10시 (하절기)                                                    | 저녁 7시 ~ 9시 (동절기) 저녁 8시 ~ 10시 (하절기)                                                    |

### 정기특별행사
- 매년 정월대보름, 한가위대보름, 어린이날, 과학의달, 여름 및 겨울방학 시기에 맞춰 정기특별행사를 운영하고 있다.[2]

### 특이천문현상 관측행사
- 일식, 월식, 유성우 등 평소에 볼 수 없는 특이한 천문현상 발생시 이를 관측할 수 있는 특별행사를 운영하고 있다.[3]

## 인접한 곳
- 홍대용선생 생가터
- 한명회신도비
- 상록리조트
- 소노벨 천안
- 유관순열사 생가터
- 유관순열사 기념관
- 이동영기념관
- 김시민장군 유허지